# 나소족
나소족(-族)은 파나마 북서부, 보카스 델 토로 서쪽에 있는 민족이다. 3500명 정도 되며, 아메리카에서 군주제가 있는 민족 중 하나이다.
대부분이 이파리로 만든 지붕을 얹은, 나무로 된 집에서 산다. 나소족은 자기 민족의 언어를 쓰지만, 대부분이 에스파냐어도 쓸 수 있다. 토속 신앙은 세계의 창조자 Sbö를 섬기지만, 가톨릭을 믿는 사람도 있다.
나소족은 전통적으로 왕이 다스리며, 그 계승은 형제, 맏아들 순으로 이루어진다. 만약 왕조가 완전히 사라진다면 사람들이 모여서 왕이나 여왕을 뽑는다.

## 왕의 목록
- Bass Lee Santana
- Santiago Santana
- Santiago Santana(son)
- Chalee Santana
- Francisco Santana
- Lázaro Santana(?-1973)
- Simeón Santana(1973-1979)
- Manuel Aguilar(1979-1982.4.25.)
- Rufina Santana(1982.4.25.-1988.6.30.)
- César Santana(1988.6.30.-1998.5.31.)
- Tito Santana(1998.5.31.-)